# Diana Aguavil
Diana Alexandra Aguavil Calazacón (nascida em 7 de agosto de 1983), é uma líder indígena equatoriana desde 25 de agosto de 2018, a primeira governadora feminina da nacionalidade Tsáchila após 104 anos de governos masculinos, tendo vencido a eleição de Tsáchila em 2018. Ela foi também a segunda mulher a se candidatar ao cargo.
Em abril de 2019, a Assembleia Nacional premiou Diana Aguavil com mérito social por ser a primeira mulher governadora da nacionalidade Tsáchila; ela também recebeu um Acordo Legislativo no qual é reconhecido o seu trabalho e disposição imutável de serviço e entrega, dependendo do interesse colectivo. Esta actividade esteve no quadro da celebração do tradicional festival Kasama, que valoriza os valores identitários da nacionalidade Tsáchila.